# A sátán kutyája (film, 2000)
A sátán kutyája (The Hound of the Baskervilles) Sir Arthur Conan Doyle A sátán kutyája című regénye alapján készült, 2000-ben bemutatott kanadai film.

## Cselekmény
|  | Alább a cselekmény részletei következnek! |

A film kezdő képsora: egy férfi áll a kapu előtt, majd megijed valamitől és futni kezd, összeesik és meghalt, szívrohamot állapítanak meg nála. Kiderül, hogy ez a férfi Sir Charles Baskerville volt, a Baskerville Hall tulajdonosa. Baskerville Hall egy nagy kiterjedt uradalmi terület, központjában a kastéllyal, amelyet mocsaras-lápos terület vesz körül. Barátja Sir James Mortimer, úgy gondolja: halálának oka a "sátán kutyája", egy természetfeletti lény, melynek otthona a láp. Sir Mortimer attól tart, hogy Baskerville Hall örököse, aki Kanadából érkezik, nincs biztonságban, ezért felkeresi Sherlock Holmes-t Londonban, hogy derítse ki, mi történt. Sir Mortimer elmondja, amit még a rendőröknek sem árult el: Sir Charles holtteste mellett hatalmas kutyától származó lábnyomokat talált. Majd elmeséli az úgynevezett Baskerville-átok történetét is, mely a család Oliver Cromwell idején élt őséig vezet vissza, Hugo Baskerville-hez. A legenda szerint Hugo gonosz és szadista ember volt. Egyszer beleszeretett egy lányba, de mivel a lány nem viszonozta érzéseit, ezért elrabolta és bezárta a hálószobájába. Miközben Hugo a barátaival mulatozott, a lány megszökött. A részeg és dühös Hugo felajánlotta testét és lelkét a gonosznak, ha visszaszerezheti a lányt. Elindult az ingoványba, hogy előkerítse, és mivel barátai sem akartak erről lemaradni, ezért követték. Néhány óra múlva furcsa sikolyokra lettek figyelmesek, majd egy vérengző kutyára találtak Hugo holtteste mellett, végül elmenekültek. Az emberek Sir Charles haláláig szinte meg is feledkeztek erről a régi történetről, de a láp felől még ma is furcsa hangokat hallani.
Holmes hamar rájön, hogy Sir Charles várt valakire a halála előtt. Majd a lábnyomokból arra következtetett, hogy menekült valaki vagy valami elől. Sir Charles szíve nem volt erős és másnap Londonba készült. Holmes találkozik Sir Henry-vel, aki Kanadából érkezik Londonba. Sir Henry egy figyelmeztető levelet kap, amelyben arra intik: tartsa távol magát a láptól. Holmes rájön, hogy a levél szavait a London Times tegnapi számából ollózták össze, ami arra utal, hogy a feladó művelt ember lehet. Ugyanakkor a láp szó kézírásos macskakaparása arra utal, hogy a feladó sietett.
Holmes meghívja Sir Henry-t ebédelni, közben rákérdez arra, hogy vannak-e rokonai. Sir Henry elmondja, hogy apjának van két testvére: apja az idősebb Sir Henry, aki Kanadában telepedett le, és Roger, a család fekete báránya. Sir Henry a vacsora alatt megemlíti, hogy a szállodában ellopták fél pár csizmáját.
A figyelmeztetés ellenére Sir Henry úgy dönt, hogy Baskerville Hall-ba megy. Holmes, arra hivatkozva, hogy fontos teendői vannak Londonban, megkéri Watsont: kísérje el Sir Henry-t a kastélyba és küldjön napi beszámolókat. Másnap Sir Mortimer, Watson, és Sir Henry elindul Baskerville Hallba, az úton ők is furcsa hangokat hallanak. A katonák egy szökött rabot, Selden-t keresik. A kastély szolgálói, Barrymore és felesége köszöntik Sir Henry-t, majd közlik, hogy szeretnének felmondani, és mivel Sir Charles elég jelentős összeget hagyott rájuk, ezért egy kerékpárboltot szeretnének nyitni a városban. Az éjszaka Watson nem tud aludni, azt hallja, amint egy nő sír. Majd kilép a szobájából és meglátja, amint Barrymore az ablaknál áll egy gyertyával. Amint kinéz az ablakon egy fekete, piros szemű kutyát lát, aki rávicsorog. Ettől kezdve Watson kezd hinni a sátán kutyájának létezésében. Másnap rákérdez Barrymore-ra, de a férfi letagadja az éjszaka látottakat. Watson elkíséri Sir Henry-t, aki körbenéz a birtokán, visszafelé jövet találkoznak Jack Stapleton-nal, a természettudóssal, aki úgy ismeri a lápot, mint a tenyerét, annak ellenére, hogy csak két éve él itt. Húga, Beryl Stapleton, titokban odasúgja Watsonnak: Sir Henry-nek azonnal vissza kellene mennie Londonba, mert itt nincs biztonságban. Majd Jack meghívja őket vacsorára, ahol elmondja, hogy ő és húga egy iskolát vezettek, azonban egy járványban meghalt két gyerek és ezt nem tudták feldolgozni – ezért költöztek ide. Watsonnak feltűnik, hogy a testvérek nem hasonlítanak egymásra. 
Amint hazaérnek, Watson és Sir Henry meglátja, amint Barrymore az ablakban egy gyertyával valakinek jelez. Ezt számon kérik rajta, s ekkor elmondja el: ez nem az ő titka, hanem a feleségéé. A szökött fegyenc Selden, az öccse és Barrymore azért jelez neki, hogy kész az étel. Az a tervük, hogy Ausztráliába szöktetik. Sir Henry felajánlja, hogy segít tisztázni Seldent a vádak alól, azért Watsonnal elmennek az ingoványba, megkeresni Seldent – annak ellenére, hogy sötétedik. Ekkor furcsa zajokat hallanak a láp felől. Barrymore elmondja Watsonnak, hogy aznap, amikor Sir Charles meghalt, egy elégett levelet talált a kandallóban, ám szövege még olvasható volt. A levélben találkozóra hívták Sir Charlest a kapu elé, az aláírás LL monogram volt. Másnap Watson elindul a postára, hogy feladja Holmes-nak a levelet, útközben találkozik Mortimerrel, aki felajánlja, hogy elviszi. Dr. Mortimer megáll Laura Lyons gépírónő házánál, hogy legépeltessen egy homeopátiás cikket gépeljen, majd adja fel postán. Watsonnal feltűnik az LL monogram. Miután Mortimer elmegy, Watson visszamegy a házba és kifaggatja Laura Lyons-t, aki elmondja: az apja Donald Frankland, de ő nem hajlandó segíteni őt, ezért Sir Charles-hoz fordult segítségért és ő írta a levelet, amelyben találkozóra hívta, de később sikerült pénz szereznie és végül nem ment el. 
Hazafelé menet Watson találkozik Donald Frankland-del, aki a távcsövén kukkolja szomszédait: Watson is belenéz a távcsőbe és egy pásztort (Holmes) lát. Majd továbbindul és egy búvóhelyre bukkan, ahol az ő egyik Holmesnak küldött levele darabját találja. Majd találkozik Holmes-szal, aki elmondja: így álruhásan sokkal hatékonyabb a nyomozás, és olyan információkat is megtudott, amiket Watson nem. A leveleket pedig Barrymore juttatta el hozzá. Kiderítette, hogy Beryl Stapleton nem Jack húga, hanem a felesége. Jack házassági ajánlatot tett az egyedülálló Laura Lyons-nak, és ezt csak úgy tehette meg, ha azt a látszatot kelti: ő és Beryl csak testvérek. A beszélgetésnek egy sikoly vet véget. Holmes és Watson látja, amint a sátán kutyája megtámadja Sir Henry-t. Odaérvén látják, hogy nem Sir Henry az, hanem Seldon, aki Sir Henry ruháját viseli, amit Barrymore adott neki, arra hivatkozva, hogy a szegényeknek adja. Ekkor megjelenik Jack Stapleton is. Holmes és Watson vacsorára visszatér Baskerville Hall-ba. A vacsora közben Holmes Sir Hugo festményét bámulja, majd meglátja, hogy Jack Stapleton kiköpött mása Sir Hugonak.
Beryl Stapleton találkozóra hívja Sir Henry-t, aki kötelességének érzi, hogy elmenjen, de Watson elkíséri. Beryl figyelmeztetni akarja Sir Henry-t, de ekkor megjelenik Jack és számon kéri, hogy mit keres ilyenkor itt. Ezért Sir Henry távozik, Jack pedig kiengedi a sátán kutyáját. Akit megvakított és arra képzett ki, hogy szag után menjen. Előveszi a csizmát, amit a szállodából lopott és Sir Henry-re uszítja a kutyát. Beryl figyelmezteti Sir Henry-t, ezért a kutya csak a karján harapja meg. Ekkor megjelenik Holmes és rálő a kutyára, mire az elmenekül. A kutya rátámad Stapletonra, majd elmerülnek a mocsárban.
|  | Itt a vége a cselekmény részletezésének! |

## Szereplők
- Matt Frewer – Sherlock Holmes
- Kenneth Welsh – Dr. John Watson
- Jason London – Sir Henry Baskerville
- Emma Campbell – Beryl Stapleton
- Gordon Masten – Dr. Mortimer
- Robin Wilcock – Jack Stapleton
- Arthur Holden – Mr. John Barrymore
- Leni Parker – Mrs. Barrymore
- Ben Gauthier – Sir Hugo Baskerville
- John Dunn-Hill – Donald Frankland
- Joe Cobden – Perkins
- Jason Cavalier – Seldon
- Linda Smith – Mrs. Laura Lyons
- Barry Baldaro – Sir Charles Baskerville
- Nathalie Girard – Maiden

## Díjak, jelölések
| Év   | Díj          | Kategória      | Jelölt      | Eredmény |
| ---- | ------------ | -------------- | ----------- | -------- |
| 2001 | Gemini Award | Legjobb jelmez | Renée April | Elnyerte |